# 古熊神社
古熊神社（ふるくまじんじゃ）は、山口県山口市にある神社（天満宮）である。「山口の天神様」と通称される。

## 祭神
菅原道真を主祭神とし、道真の子の菅原福部童子を配祀する。
福部童子は11歳のときに、左遷された父を慕って太宰府へ向ったが、山口で夏病みにかかり亡くなった。福部童子は今市の甘露院に葬られ、当社創建後は当社にも祀られた。福部童子が亡くなった8月25日には福部祭が行われる。

## 歴史
応安6年（1373年）10月、大内弘世が北野天満宮より勧請を受けて創建した。当初は山口・北野小路に鎮座していたが、後に数度の遷座を経て長者山の麓の御石の森に鎮座した。元和4年（1618年）、毛利秀就が現在地に社殿を移した。

## 祭事
- 山口天神祭（11月23日～25日）

## 文化財
重要文化財
- 本殿 - 江戸時代前期（1618年）の建立。桁行三間、梁間二間、一重、入母屋造、檜皮葺。大正6年（1917）08月13日指定。

- 拝殿 - 江戸時代中期（1661年-1672年）頃の建立。桁行一間、梁間一間、楼造、入母屋造、向拝付、左右翼廊、各桁行一間、梁間二間、一重、切妻造、銅板葺。昭和24年（1949）02月18日指定。
- 紙本墨画天神図 - 室町時代（1429年）の作品。昭和48年（1973）06月06日指定。

## アクセス
- 山口線山口駅から徒歩15分。途中椹野川にかかる天神橋を渡る。